# Atotonilco de Tula
Atotonilco de Tula là một đô thị thuộc bang Hidalgo, México. Năm 2005, dân số của đô thị này là 26500 người.